# Kviz
 Ovo je glavno značenje pojma Kviz. Za druga značenja pogledajte Kviz (razdvojba).
Kviz je vrsta društvene igre zasnovana na ispitivanju znanja i vještina iz različitih područja, najčešće natjecateljskog karaktera. U nekim državama kviz je vrsta testa u obrazovanju kao pokazatelj znanja, vještina ili sposobnosti.

## Porijeklo
Edip se, odgovarajući na Sfinginu zagonetku, (uvjetno) smatra prvim sudionikom kviza u povijesti.
Riječ "kviz" potječe iz engleskog jezika, od riječi Quiz.
Prema urbanoj legendi riječ "kviz" izmislio je vlasnik Dublinskog kazališta Richard James Daly: on se okladio da će u roku od 24 sata uvesti novu riječ bez značenja koja će se ustaliti u govoru i ući u engleski jezik. Dobio je okladu tako što je unajmio skupinu dječaka koji su kredom po zidovima u cijelom Dublinu ispisivali riječ "quiz". Sutradan je riječ već postala popularna, jer su se ljudi međusobno pitali za njeno značenje.
Međutim, riječ se u engleskom jeziku spominje i ranije (1782.) u značenju "čudak".
Po jednoj teoriji, jezikoslovci povezuju riječ s question (pitanje) i inquisitive (radoznao). Po drugoj teoriji, quiz potječe od quis (to quiz, upitati), odnosno od latinskog Qui es? (tko si ti?).

## Sastavljanje kvizova
Za kviznu zajednicu iznimno je važno imati dobre sastavljače. Ako je netko dobar igrač ne znači odmah da je i dobar sastavljač. Kvizaši iznimno cijenime dobre sastavljače jer oni rade zanimljive, inteligentne i ponekad duhovite kvizove.

## Popularizacija
Igra je u javnost ušla preko radija ranih 1930-ih u SAD, a svoj vrhunac popularnosti radijski kvizovi postigli su 1940-ih. 1950-ih počeo je zamah televizijskih kvizova. Pod američkim utjecajem ubrzo su se proširili i po Europi.
U Hrvatskoj su također stekli veliku popularnost. Najistaknutiji autor bio je Lazo Goluža, čiji su kvizovi Tri, dva, jedan... ali vrijedan, Pješčani sat, Brojke i slova i Kviskoteka postigli masovnu gledanost u čitavoj SFRJ.

## Natjecanje
I danas su kvizovi veoma popularni. Javljaju se u više oblika, u različitim medijima i s različitom organizacijom:

### Televizijski kvizovi
Najbrojniju publiku još uvijek imaju televizijski kvizovi. Većina kvizova ima neku svoju shemu natjecanja, pa mogu biti pojedinačni ili skupni, između sebe ili "protiv televizije". Neki popularniji kvizovi su:
- 1 protiv 100
- Kviskoteka
- Najslabija karika
- Tko želi biti milijunaš?

#### Telefonski kvizovi
Primjeri kvizova u kojima je u svakom trenutku na liniji samo jedan natjecatelj su Upitnik i 20pet, dok su Kviz 1, 2 i 3 i Učilica primjeri kviza u kojem je na liniji istovremeno više natjecatelja (desetak) i oni simultano odgovaraju na pitanja te se ljestvica radi na osnovu točnosti odgovora i brzine.

### Radijski kvizovi
Kod radijskih kvizova obično pojedinac odgovara na pitanja do postizanja cilja (osvajanja nagrade) ili do netočnog odgovora.

### Pub kvizovi
Ova vrsta kvizova popularna je na zapadu, naročito u engleskim pubovima (Pub quiz, Quiz Nights ili Trivia nights). Studija iz 2009. procjenjuje broj kvizova na 22.445 tjedno u UK. U njima sudjeluju natjecatelji u timovima, a cilj je skupljanje poena. Nagrade mogu biti različite, kao na primjer sanduk pića, razni vaučeri, a ako se za sudjelovanje u kvizu plaća kotizacija, nagrade mogu biti i novčane.
Za razliku od UK, u SAD je koncept Pub kvizova komercijaliziran, pa tako više kviz kompanija organiziraju kvizove u barovima i restoranima, a sudjelovanje se redovito plaća.
U proteklih nekoliko godina Pub kvizovi su stekli veliku popularnost i u Hrvatskoj, ponajviše u Zagrebu gdje je taj trend i pokrenut u književnom klubu Booksa, te ih se tako tijekom sezone čak nekoliko održava u ritmu jedanput tjedno: Klub SC-a, Filozofski Fakultet, klub Tvornica, KSET...
Od 2014. godine aktivno djeluje i Hrvatski kvizni savez koji organizira pojedinačno i ekipno državno prvenstvo pub kvizaša. Pojedinačna prvakinja Hrvatske za 2014. godinu je Dorjana Širola iz Viškova a ekipni prvaci su tim Belzebube u sastavu Ivan Vlahek, Kristo Kristić, Ena Šarić i Petra Lypolt.

### Ulični kviz
Odvija se na ulici. Može biti televizijski ili radijski. Primjer televizijskog je kviz "Tko će ga znati!".

### Kviz uživo preko mobilne aplikacije
Primjer je HQ Trivia.

### Računalne igre
Postoji više kvizova izdatih kao računalne igre. Neki uspješni kvizovi su izdati i kao računalne igre, npr. Who Wants to Be a Millionaire. Kvizovi se mogu igrati i on-line preko Interneta, kao npr. Fun Trivia.

### Školski kvizovi
Školski kvizovi se često organiziraju kao natjecanja između škola. Cilj im je da kroz igru motiviraju učenike za učenje i postizanje boljih rezultata u školi, na primjer ekološki kviz "Lijepa naša" i "Baština čovječanstva".
U nekim zemljama (SAD, Kanada, Indija) kvizovi predstavljaju vrstu kraćih i jednostavnijih testova za provjeru znanja učenika ili studenata.

### Tematski kvizovi
Npr. glazbeni kviz (Ne zaboravi stihove).

## Društvene igre
Tijekom povijesti razvijene su razne igre na ploči koje imaju format kviza. Neke su imitacije popularnih televizijskih ili radijskih kvizova, a neke su originalne kao iKNOW, OMNI Entertainment System, Wits & Wagers, Trivial Pursuit...

## Svjetski rekordi
Po Guinnessovoj knjizi rekorda najveći kviz, pod nazivom "Kviz za život", održan je 11. prosinca 2010. u belgijskom gradu Gent i na njemu je sudjelovalo 2280 natjecatelja.
Po istom izvoru, televizijski kviz koji se najduže emitira je It's Academic. On se kontinuirano emitira od 7. listopada 1961. na američkoj televiziji NBC4.

## U Hrvatskoj
Poziv na kviz je prva kviz emisija neke hrvatske televizije (TVZ) i prvi hrvatski televizijski kviz. Prikazivala se 1965. godine. Emitirano je ukupno devet emisija u trajanju od 75 minuta.
Kvizna situacija, prvi put emitiran 2015., prvi je hrvatski televizijski pub kviz.
Prvi hrvatski radijski kviz za djecu, Zagonetni mikrofon urednice S. Škrinjarić, nastao je 1960-ih.
Značajni hrvatski kvizovi su: Kviskoteka, Šifra, telefonski kviz Upitnik itd.
Popis kvizova u kojima je osvojen maksimalni dobitak
Sve u 7, Tko želi biti milijunaš?
Najveći osvojeni iznos u jednom nastupu u nekom kvizu
|     | Kvizaš(ica)       | Zarada [kn] | Kviz                     | Godina |
| --- | ----------------- | ----------- | ------------------------ | ------ |
| Ž   | Mira Bičanić      | 1 000 000   | Tko želi biti milijunaš? | 2003.  |
| M   | Leonard Mlinarić  | 1 000 000   | Sve u 7                  | 2012.  |
| M/Ž | 11 natjecatelja   | 500 000     | Tko želi biti milijunaš? | [ 15 ] |
| M   | Mirko Miočić      | 366 000     | 1 protiv 100             | 2012.  |
| M   | Tomislav Grubišić | 334 309     | 1 protiv 100             |        |
| M   | Siniša Belina     | 317 435     | 1 protiv 100             |        |
| MŽ  |                   |             |                          |        |

Najveći osvojeni iznos u jednom kvizu (ako je dozvoljeno više pobjedničkih nastupa zbrojeni su svi dobici)
|     | Kvizaš(ica)       | Zarada [kn] | Kviz                     | Razdoblje |
| --- | ----------------- | ----------- | ------------------------ | --------- |
| Ž   | Mira Bičanić      | 1 000 000   | Tko želi biti milijunaš? | 2003.     |
| M   | Leonard Mlinarić  | 1 000 000   | Sve u 7                  | 2012.     |
| M/Ž | 11 natjecatelja   | 500 000     | Tko želi biti milijunaš? | [ 15 ]    |
| M   | Mirko Miočić      | 366 000     | 1 protiv 100             | 2012.     |
| M   | Tomislav Grubišić | 334 309     | 1 protiv 100             |           |
| M   | Siniša Belina     | 317 435     | 1 protiv 100             |           |
| MŽ  |                   |             |                          |           |

### Popis televizijskih kvizova na hrvatskim TV kanalima
|   | dječji kviz                                      |                                                  |
|   | telefonski kviz                                  |                                                  |
| ↗ | hrvatski kviz licenciran nekoj inozemnoj TV kući | hrvatski kviz licenciran nekoj inozemnoj TV kući |

| Kviz                                                     | Licenca                        | Voditelj(i) redom                                                                                        | Televizija   | P/E | BIN | Tematski? | Max moguća nagrada [kn] | Broj emisija | Godine emitiranja | Godine emitiranja  |
| Kviz                                                     | Licenca                        | Voditelj(i) redom                                                                                        | Televizija   | P/E | BIN | Tematski? | Max moguća nagrada [kn] | Broj emisija | broj              | period             |
| -------------------------------------------------------- | ------------------------------ | --- | ------------ | --- | --- | --------- | ----------------------- | ------------ | ----------------- | ------------------ |
| ? kviz u emisiji "S nama je bolje"                       |                                | | Z1           |     |     |           |                         |              |                   |                    |
| 1 protiv 100                                             | Eén tegen 100                  | Tarik Filipović                                                                                          | HTV          | P   | 101 | ne        | 617 000                 |              |                   |                    |
| 3-2-1...                                                 |                                | |              | P   |     | ne        |                         |              |                   |                    |
| 10 pitanja                                               |                                | Antonija Blaće                                                                                           | RTL          | E   |     | ne        | 2 000                   |              |                   |                    |
| 20pet                                                    | original                       | Lorena Nosić                                                                                             | HTV          | P   |     | ne        |                         |              |                   |                    |
| 341                                                      | original↗                      | |              | P   |     | ne        |                         |              |                   |                    |
| Brojke i slova                                           | Des Chiffres et Des Lettres    | |              | P   |     | ne        |                         |              | 6                 |                    |
| Brzo naprijed                                            |                                | Marko Rašica                                                                                             |              | P   |     |           |                         |              |                   |                    |
| Brzofon                                                  |                                | Neno Pavinčić, Žana Štrbac, Marija Andrić                                                                | Z1           | P   |     |           |                         |              |                   |                    |
| Diplomac                                                 | original                       | Joško Lokas                                                                                              | HTV          | P   |     |           |                         |              |                   |                    |
| Halo djeco                                               |                                | | Z1           | P   |     |           |                         |              |                   |                    |
| Ikarov let                                               |                                | |              |     |     |           |                         |              |                   |                    |
| Izazov!                                                  | Jeopardy!                      | Joško Lokas                                                                                              | HTV          | P   |     |           |                         |              |                   |                    |
| Jackpot ili? Jack Pot                                    |                                | | Nova TV      | P   |     |           |                         |              |                   |                    |
| Joker                                                    | Joker                          | Frano Ridjan                                                                                             | Nova TV      | P   |     |           |                         |              |                   |                    |
| Ključ do love                                            |                                | | Z1           |     |     | glazbeni  |                         |              |                   |                    |
| Kolo sreće                                               | Wheel of Fortune               | Oliver Mlakar, Boris Mirković                                                                            | HTV, RTL     | P   |     |           |                         |              |                   |                    |
| Križić-kružić                                            |                                | Sandra Zgrablić, Rajna Raguž, Sanja Tahirović                                                            |              | P   |     |           |                         |              |                   |                    |
| Kud plovi ovaj brod?                                     |                                | |              | P   |     |           |                         |              |                   |                    |
| Kunolovac                                                |                                | Lorena Renko, Sanja Tahirović, Marina Jerković, Gordana Vukres                                           | RTL          | P   |     |           |                         |              |                   |                    |
| Kviskoteka                                               | original↗                      | Ivan Hetrich, Oliver Mlakar                                                                              | HTV, Nova TV | P   |     | ne        |                         |              | 17                | 1980.-1995., 2006. |
| Kviz 1, 2 i 3                                            |                                | | OTV          | P   | 10+ | ne        |                         |              |                   |                    |
| Kvizna situacija                                         | original                       | Mario Kovač / Milan Fošner                                                                               | HTV          | E   |     | ne        |                         |              |                   |                    |
| Lizaljka                                                 |                                | |              | P   |     | ne        |                         |              |                   |                    |
| Lovator                                                  |                                | Antonija Stupar                                                                                          | RTL          |     |     | ne        |                         |              |                   |                    |
| Malo ja, malo ti                                         |                                | |              | P   |     | ne        |                         |              |                   |                    |
| Memori kviz                                              |                                | Sandra Zgrablić, Rajna Raguž, Sanja Tahirović                                                            |              |     |     | ne        |                         |              |                   |                    |
| Musicpot                                                 |                                | Hamed Bangoura                                                                                           |              | P   |     | glazbeni  |                         |              |                   |                    |
| Muzički tobogan                                          |                                | |              |     |     | glazbeni  |                         |              |                   |                    |
| Najslabija karika                                        | The Weakest Link               | Nina Violić, Daniela Trbović                                                                             | HTV          | P+E | 8   | ne        | 90 000                  |              |                   |                    |
| Ne zaboravi stihove                                      | Don't Forget the Lyrics!       | Igor Mešin                                                                                               |              | P   | 1   | glazbeni  | 500 000                 |              |                   |                    |
| Nova Lova                                                |                                | Lucija Šesto, Marina Parlov, Silvija Šimunić, Kristina Tavra, Toni Jeričević, Žana Štrbac, Marija Andrić | Nova TV      | P   |     |           |                         |              |                   |                    |
| Ona ili on                                               |                                | Sandra Bagarić, Mirna Berend                                                                             |              | P   |     | ne        |                         |              |                   |                    |
| Piramida ili? Sfinga ili? Sfinga pita                    |                                | |              |     |     |           |                         |              |                   |                    |
| Pitam se, pitam se...                                    |                                | Vajta / Zijah Sokolović                                                                                  |              |     |     | ne        |                         |              |                   |                    |
| Pješčani sat                                             |                                | |              | P   |     | ne        |                         |              |                   |                    |
| Potjera                                                  | The Chase                      | Tarik Filipović, Joško Lokas                                                                             | HTV          | P+E | 5   | ne        |                         |              |                   |                    |
| Povisilica                                               |                                | |              | P   |     | ne        |                         |              |                   |                    |
| Poziv na kviz                                            |                                | |              | P   |     |           |                         |              |                   |                    |
| Rizik ili Oprez?                                         |                                | | SportKlub    | P   |     |           |                         |              |                   |                    |
| Slagalica                                                |                                | |              | P   |     | ne        |                         |              |                   |                    |
| Superpotjera                                             | Beat the Chasers               | Joško Lokas                                                                                              | HTV          | P   |     |           |                         |              |                   |                    |
| Sve u 7                                                  | Risking It All                 | Tarik Filipović                                                                                          | HTV          | P   | 1   | ne        | 1 000 000               |              |                   |                    |
| Šifra                                                    | original                       | Joško Lokas                                                                                              | HTV          | P   |     | ne        | 500 000                 |              |                   |                    |
| Tko će ga znati!                                         | Smart face                     | |              | P   |     |           |                         |              |                   |                    |
| Tko prije, njemu dvije                                   |                                | | Z1           | P   |     |           |                         |              |                   |                    |
| Tko želi biti milijunaš?                                 | Who Wants to Be a Millionaire? | Tarik Filipović                                                                                          | HTV          | P   | 1   | ne        | 1 000 000               |              |                   |                    |
| Tog se nitko nije sjetio!                                | Pointless                      | Antonija Blaće / Krešimir Sučević-Međeral                                                                | RTL          | E   |     | ne        |                         |              |                   |                    |
| Treća sreća                                              |                                | |              | P   |     | ne        |                         |              |                   |                    |
| Tri, dva, jedan... ali vrijedan ili? 3-2-1, ali vrijedan |                                | |              | P   |     | ne        |                         |              |                   |                    |
| Učilica                                                  |                                | |              | P   |     | ne        |                         |              |                   |                    |
| Upitnik                                                  | original↗                      | Joško Lokas                                                                                              | HTV          | P   | 1   | ne        | 80 000                  |              | 8                 |                    |
| Veto                                                     | Das Quiz mit Jörg Pilawa       | Neno Pavinčić                                                                                            | RTL          | E   | 1   | ne        |                         |              |                   |                    |
| Znaš, znam                                               |                                | |              | P   |     | ne        |                         |              |                   |                    |

"Kunolovac" na RTL-u i "Nova Lova" na Novoj TV su kasnonoćni kvizovi koje su pratile nebrojene kontroverze. "Tko prije njemu dvije" na Z1 je sličan kviz prijenavedenima koji je imao iste probleme.

#### Top 7 televizijskih kvizova znanja
U kurzivu su navedeni kvizovi u kojima sreća igra jednaku ili veću ulogu od znanja.
Najveća (teoretska) moguća nagrada
1. 1 000 000 kn Sve u 7, Tko želi biti milijunaš?, Veto
2. 500 000 kn Šifra

? 1 protiv 100, Izazov ?
Najviše izdanja
Kolo sreće 2 002+
1. Upitnik 1 815 emisija[28]
2. Najslabija karika 1 008
3. Potjera 950+
4. Tko želi biti milijunaš? 530+
5. Brojke i slova 400+

? Kviskoteka 100+ ?
Najdugovječniji
1. Kviskoteka 17 godina
Kolo sreće 11+
2. Tko želi biti milijunaš? 8+
3. Potjera 7+
4. Upitnik 8
5. Najslabija karika 7
6. Brojke i slova 6

Najviše istovremenih natjecatelja
1. 1 protiv 100 101 natjecatelj
2. Kviz 1, 2 i 3 10+ (ovisno o broju ulaznih telefonskih linija)
3. Najslabija karika 8
4. Potjera 5

### Kontroverznost sastavljanja pitanja
U intervjuu poznatog kvizaša Roberta Lojpura u Slobodnoj Dalmaciji u ožujku 2013. godine izneseni su sljedeći navodi:
- Pitanja u televizijskim kvizovima [ne odnosi se na telefonske] se prilagođavaju natjecateljima. Onima koji su prvi put na televizijskom kvizu i pred kamerama da se poguranac u vidu pitanja iz struke ili iz područja interesa da ih se ohrabri i razbije im se trema. Starije gospođe često dobivaju pitanje o nekom jelu ili receptu, muškarci srednjih godina i navijačkih fizionomija pitanja o nogometu...
  - Istaknuto je da su jedan natjecatelj koji živi u Rimu i drugi koji se baš vratio iz Istanbula dobili pitanje o nekoj atrakciji grada, prvi o Rimu, drugi o Istanbulu,  u jednom kvizu.
  - Izjavljeno je da prije pojavljivanja na kvizu natjecatelj dobije detaljan upitnik gdje ga se izričito pita što je zadnje pročitao, gdje je putovao, kakvu glazbu sluša te čak može reći što ne želi da ga se na kvizu pita. Uredništvo kviza prije emisije ima detaljnu sliku o kandidatovom obrazovanju i interesima pa može naslutiti koje su mu jake i slabe strane. Također ako ne postoji kvalifikacijska igra kao što je "najbrži prst" u "Milijunašu" uredništvo samo raspoređuje tko će i po kojem redoslijedu sjesti na "vruću stolicu". Tada je puno lakše individualizirati pitanja, odnosno podešavati ih prema pojedinom kandidatu.
- U Hrvatskoj se na kvizovima uglavnom vrte jedni te isti ljudi. Lojpuru se stoga čini da se uredništvo ponekad trudi pronaći neko novo lice, neafirmiranog, nepoznatog kvizaša, koji bi svojim navodnim znanjem posramio kviz-profesionalce i osvojio veliku svotu novca. Tim dramaturškim elementom možebitno bi se podigla gledanost kviza, pogotovo ako je u pitanju mladi natjecatelj, iz siromašnijeg dijela Hrvatske, nezaposlen ili na neki drugi način financijski potrebit. [njegov komentar o dotad nepoznatom prvom pobjedniku kviza Sve u 7] Također je naveo kako je 8 godina ranije, s puno manje znanja imao priličnu šansu osvojiti milijun kuna [u kvizu Tko želi biti milijunaš], a 2013. mnogo pametniji i iskusniji, nije mogao osvojiti niti približnu svotu [u kvizu Sve u 7]. Smatra da razlog tome nisu niti gora ekonomska situacija niti lošija gledanost kvizova nego njegova [i ostalih poznatih, etabliranih kvizaša] osobna atraktivnost za medije. Ističe da se ne radi o postavljanju izuzetno teških pitanja, nego više individualno prilagođenih.[29]

## Vanjske poveznice
- myquiz, platforma za sastavljanje pitanja i igranje
- kahoot
- Kviz: Koliko znate o Kini i Turskoj?, CNN 2010.  Arhivirana inačica izvorne stranice od 31. siječnja 2011. (Wayback Machine) (engl.)
- On-line kviz, web stranica Fun Trivia (engl.)
- Ekološki kviz "Lijepa naša"  Arhivirana inačica izvorne stranice od 31. prosinca 2011. (Wayback Machine)
- Stranice Hrvatskog kviznog saveza